# Atopognathus separatus
Atopognathus separatus är en tvåvingeart som beskrevs av Malloch 1939. Atopognathus separatus ingår i släktet Atopognathus och familjen bredmunsflugor. Inga underarter finns listade i Catalogue of Life.